# Лансдаун (Пенсільванія)
Лансдаун (англ. Lansdowne) — місто (англ. borough) в США, в окрузі Делавер штату Пенсільванія. Населення — 11 107 осіб (2020).

## Географія
Лансдаун розташований за координатами 39°56′27″ пн. ш. 75°16′34″ зх. д. / 39.94083° пн. ш. 75.27611° зх. д. (39.940758, -75.276031).  За даними Бюро перепису населення США в 2010 році місто мало площу 3,06 км², уся площа — суходіл.

## Демографія
Згідно з переписом 2010 року, у селищі мешкало 10 620 осіб у 4589 домогосподарствах у складі 2667 родин. Густота населення становила 3471 особа/км².  Було 4975 помешкань (1626/км²).
Расовий склад населення:
| - 47,1 % — білих - 44,6 % — чорних або афроамериканців - 3,6 % — азіатів - 0,2 % — корінних американців |

До двох чи більше рас належало 3,8 %. Частка іспаномовних становила 3,3 % від усіх жителів.
За віковим діапазоном населення розподілялося таким чином: 21,4 % — особи молодші 18 років, 66,2 % — особи у віці 18—64 років, 12,4 % — особи у віці 65 років та старші. Медіана віку мешканця становила 39,7 року. На 100 осіб жіночої статі у селищі припадало 86,1 чоловіків;  на 100 жінок у віці від 18 років та старших — 82,3 чоловіків також старших 18 років.
Середній дохід на одне домашнє господарство  становив 73 490 доларів США (медіана — 52 325), а середній дохід на одну сім'ю — 91 997 доларів (медіана — 70 885). Медіана доходів становила 53 276 доларів для чоловіків та 45 750 доларів для жінок. За межею бідності перебувало 11,0 % осіб, у тому числі 11,7 % дітей у віці до 18 років та 14,7 % осіб у віці 65 років та старших.
Цивільне працевлаштоване населення становило 5215 осіб. Основні галузі зайнятості: освіта, охорона здоров'я та соціальна допомога — 38,9 %, науковці, спеціалісти, менеджери — 10,2 %, роздрібна торгівля — 8,6 %, фінанси, страхування та нерухомість — 7,9 %.